# Internazionali di Tennis di Baviera 2023
Gli Internazionali di Tennis di Baviera 2023, conosciuti anche con il nome di BMW Open by American Express 2023 per ragioni di sponsorizzazione, sono stati un torneo di tennis giocato sulla terra rossa. È stata la 107ª edizione del torneo facente parte dell'ATP Tour 250 nell'ambito dell'ATP Tour 2023. Si è giocato al MTTC Iphitos di Monaco di Baviera, in Germania, dal 17 al 23 aprile 2023.

## Partecipanti al singolare

### Teste di serie
| Nazionalità | Giocatore               | Ranking | Testa di serie* |
| ----------- | ----------------------- | ------- | --------------- |
| Danimarca   | Holger Rune             | 9       | 1               |
| Stati Uniti | Taylor Fritz            | 10      | 2               |
| Germania    | Alexander Zverev        | 16      | 3               |
| Paesi Bassi | Botic van de Zandschulp | 31      | 4               |
| Argentina   | Sebastián Báez          | 32      | 5               |
| Italia      | Lorenzo Sonego          | 45      | 6               |
| Spagna      | Roberto Carballés Baena | 49      | 7               |
| Svizzera    | Marc-Andrea Hüsler      | 60      | 8               |

* Ranking al 10 aprile 2023.

#### Altri partecipanti
I seguenti giocatori hanno ricevuto una wildcard per il tabellone principale:
- Daniel Altmaier
- Yannick Hanfmann
- Max Hans Rehberg

Il seguente giocatore è entrato in tabellone con il ranking protetto:
- Kyle Edmund

I seguenti giocatori sono entrati nel tabellone principale passando dalle qualificazioni:

- Flavio Cobolli
- Aslan Karacev
- Alexander Ritschard
- Marko Topo

#### Ritiri
Prima del torneo
- Matteo Berrettini → sostituito da  Jan-Lennard Struff
- Maxime Cressy → sostituito da  Roberto Carballés Baena
- Jack Draper → sostituito da  Christopher O'Connell

## Partecipanti al doppio

### Teste di serie
| Nazione     | Giocatore            | Nazione     | Giovatore       | Ranking* | Testa di serie |
| ----------- | -------------------- | ----------- | --------------- | -------- | -------------- |
| Germania    | Kevin Krawietz       | Germania    | Tim Pütz        | 44       | 1              |
| Colombia    | Juan Sebastián Cabal | Colombia    | Robert Farah    | 50       | 2              |
| Stati Uniti | Nathaniel Lammons    | Stati Uniti | Jackson Withrow | 66       | 3              |
| Brasile     | Marcelo Melo         | Australia   | John Peers      | 79       | 4              |

* Ranking al 10 aprile 2023.

### Altri partecipanti
Le seguenti coppie di giocatori hanno ricevuto una wildcard per il tabellone principale:
- Matthias Bachinger /  Dominic Thiem
- Oscar Otte /  Jan-Lennard Struff

La seguente coppia di giocatori è entrata in tabellone usando il ranking protetto:
- Jérémy Chardy /  Ugo Humbert

Le seguenti coppie di giocatori sono entrate in tabellone come alternate:
- Christopher O'Connell /  Albano Olivetti
- Yannick Hanfmann /  Daniel Masur

### Ritiri
Prima del torneo
- Marcos Giron /  Constant Lestienne → sostituiti da  Yannick Hanfmann /  Daniel Masur
- Roberto Carballés Baena /  Thiago Monteiro → sostituiti da  Christopher O'Connell /  Albano Olivetti
- Jérémy Chardy /  Fabrice Martin → sostituiti da  Jérémy Chardy  /  Ugo Humbert
- Maxime Cressy /  Albano Olivetti → sostituiti da  Dustin Brown /  Adam Pavlásek

## Punti
| Evento    | V   | F   | SF | QF | 2T | 1T   | Q    | Q2   | Q1   |
| Singolare | 250 | 150 | 90 | 45 | 20 | 0    | 12   | 6    | 0    |
| Doppio    | 250 | 150 | 90 | 45 | 0  | N.D. | N.D. | N.D. | N.D. |

## Montepremi
| Evento    | V       | F       | SF      | QF      | 2T     | 1T     | Q2     | Q1     |
| Singolare | €85,605 | €49,940 | €29,355 | €17,010 | €9,880 | €6,035 | €3,020 | €1,645 |
| Doppio*   | €29,740 | €15,910 | €9,330  | €5,220  | €3,070 | N.D.   | N.D.   | N.D.   |

* per team

## Campioni

### Singolare
Holger Rune ha sconfitto in finale  Botic van de Zandschulp con il punteggio di 6-4, 1-6, 7-6(3).
- È il quarto titolo in carriera per Rune, il primo della stagione.

### Doppio
Alexander Erler /  Lucas Miedler hanno sconfitto in finale  Kevin Krawietz /  Tim Pütz con il punteggio di 6-3, 6-4.